# Lliga cèltica de rugbi 2015-2016
La Lliga cèltica de rugbi 2015-2016 és la temporada 2014-2015 de la Lliga cèltica de rugbi on el vigent campió és els Glasgow Warriors que defensa el títol aconseguit l'any passat, s'inicià el 4 de setembre del 2015 i acabà el 29 de maig del 2016. El Connacht Rugby va aconseguir per primera vegada el títol derrotant el Leinster Rugby per 20 a 10.

## Resultats
| Clubs                  | BRT     | CB      | CR      | ER      | GW      | S       | LR      | MR      | NGD     | O       | UR      | Z       |
| ---------------------- | ------- | ------- | ------- | ------- | ------- | ------- | ------- | ------- | ------- | ------- | ------- | ------- |
| Benetton Rugby Treviso |         | 13 – 7  | 22 – 21 | 24 – 27 | 16 – 38 | 20 – 22 | 3 – 27  | 13 – 16 | 19 – 17 | 22 – 25 | 13 – 32 | 8 – 18  |
| Cardiff Blues          | 56 – 8  |         | 20 – 16 | 10 – 3  | 30 – 35 | 29 – 27 | 13 – 14 | 37 – 28 | 28 – 8  | 27 – 40 | 23 – 13 | 61 – 13 |
| Connacht Rugby         | 33 – 19 | 36 – 31 |         | 14 – 9  | 14 – 7  | 30 – 17 | 7 – 6   | 35 – 14 | 29 – 23 | 30 – 22 | 3 – 10  | 34 – 15 |
| Edinburgh Rugby        | 28 – 13 | 17 – 21 | 23 – 28 |         | 23 – 11 | 24 – 23 | 16 – 9  | 14 – 16 | 32 – 13 | 20 – 9  | 16 – 10 | 29 – 0  |
| Glasgow Warriors       | 13 – 6  | 27 – 20 | 33 – 32 | 11 – 14 |         | 10 – 16 | 12 – 6  | 27 – 24 | 29 – 15 | 31 – 19 | 27 – 17 | 70 – 10 |
| Scarlets               | 24 – 15 | 22 – 28 | 21 – 19 | 22 – 21 | 10 – 46 |         | 25 – 14 | 25 – 22 | 25 – 15 | 26 – 27 | 22 – 12 | 20 – 12 |
| Leinster Rugby         | 50 – 19 | 23 – 15 | 13 – 0  | 30 – 23 | 23 – 18 | 19 – 15 |         | 16 – 13 | 37 – 13 | 19 – 16 | 8 – 3   | 52 – 0  |
| Munster Rugby          | 18 – 13 | 35 – 27 | 12 – 18 | 27 – 19 | 23 – 21 | 31 – 15 | 7 – 24  |         | 26 – 5  | 17 – 21 | 32 – 28 | 47 – 0  |
| Newport Gwent Dragons  | 19 – 12 | 20 – 21 | 21 – 26 | 15 – 16 | 15 – 18 | 20 – 34 | 23 – 13 | 22 – 6  |         | 20 – 26 | 12 – 19 | 13 – 0  |
| Ospreys                | 47 – 10 | 13 – 6  | 16 – 21 | 27 – 13 | 20 – 20 | 16 – 25 | 9 – 22  | 18 – 20 | 12 – 7  |         | 26 – 46 | 36 – 3  |
| Ulster Rugby           | 48 – 7  | 24 – 17 | 18 – 10 | 14 – 7  | 13 – 10 | 20 – 21 | 30 – 6  | 7 – 9   | 17 – 15 | 28 – 6  |         | 32 – 0  |
| Zebre                  | 28 – 25 | 26 – 15 | 34 – 51 | 19 – 11 | 14 – 43 | 8 – 20  | 10 – 27 | 12 – 16 | 47 – 22 | 22 – 39 | 17 – 47 |         |

## Classificació
| Classificació general de la Lliga cèltica | Classificació general de la Lliga cèltica | Classificació general de la Lliga cèltica | Classificació general de la Lliga cèltica | Classificació general de la Lliga cèltica | Classificació general de la Lliga cèltica | Classificació general de la Lliga cèltica | Classificació general de la Lliga cèltica | Classificació general de la Lliga cèltica | Classificació general de la Lliga cèltica | Classificació general de la Lliga cèltica | Classificació general de la Lliga cèltica | Classificació general de la Lliga cèltica | Classificació general de la Lliga cèltica | Classificació general de la Lliga cèltica |
| Class.                                    | Clubs                                     | Pts                                       | J                                         | G                                         | E                                         | P                                         | B0                                        | BD                                        | pf                                        | pc                                        | p±                                        | af                                        | ac                                        | a±                                        |
| ----------------------------------------- | ----------------------------------------- | ----------------------------------------- | ----------------------------------------- | ----------------------------------------- | ----------------------------------------- | ----------------------------------------- | ----------------------------------------- | ----------------------------------------- | ----------------------------------------- | ----------------------------------------- | ----------------------------------------- | ----------------------------------------- | ----------------------------------------- | ----------------------------------------- |
| 1.                                        | Leinster Rugby                            | 73                                        | 22                                        | 16                                        | 0                                         | 6                                         | 6                                         | 3                                         | 458                                       | 290                                       | 168                                       | 51                                        | 27                                        | 24                                        |
| 2.                                        | Connacht Rugby                            | 73                                        | 22                                        | 15                                        | 0                                         | 7                                         | 8                                         | 5                                         | 507                                       | 406                                       | 101                                       | 60                                        | 46                                        | 14                                        |
| 3.                                        | Glasgow Warriors                          | 72                                        | 22                                        | 14                                        | 1                                         | 7                                         | 8                                         | 6                                         | 557                                       | 380                                       | 177                                       | 68                                        | 37                                        | 31                                        |
| 4.                                        | Ulster Rugby                              | 69                                        | 22                                        | 14                                        | 0                                         | 8                                         | 8                                         | 5                                         | 488                                       | 307                                       | 181                                       | 61                                        | 29                                        | 32                                        |
| 5.                                        | Scarlets                                  | 63                                        | 22                                        | 14                                        | 0                                         | 8                                         | 2                                         | 5                                         | 477                                       | 458                                       | 19                                        | 45                                        | 54                                        | -9                                        |
| 6.                                        | Munster Rugby                             | 63                                        | 22                                        | 13                                        | 0                                         | 9                                         | 6                                         | 5                                         | 459                                       | 417                                       | 42                                        | 56                                        | 36                                        | 20                                        |
| 7.                                        | Cardiff Blues                             | 56                                        | 22                                        | 11                                        | 0                                         | 11                                        | 5                                         | 7                                         | 542                                       | 461                                       | 81                                        | 62                                        | 53                                        | 9                                         |
| 8.                                        | Ospreys Rugby                             | 55                                        | 22                                        | 11                                        | 1                                         | 10                                        | 6                                         | 3                                         | 490                                       | 455                                       | 35                                        | 55                                        | 49                                        | 6                                         |
| 9.                                        | Edinburgh Rugby                           | 54                                        | 22                                        | 11                                        | 0                                         | 11                                        | 2                                         | 8                                         | 405                                       | 366                                       | 39                                        | 41                                        | 36                                        | 5                                         |
| 10.                                       | Newport Gwent Dragons                     | 26                                        | 22                                        | 4                                         | 0                                         | 18                                        | 0                                         | 10                                        | 353                                       | 492                                       | -139                                      | 33                                        | 57                                        | -24                                       |
| 11.                                       | Zebre                                     | 24                                        | 22                                        | 5                                         | 0                                         | 17                                        | 3                                         | 1                                         | 308                                       | 718                                       | -410                                      | 35                                        | 99                                        | -64                                       |
| 12.                                       | Benetton Rugby Treviso                    | 20                                        | 22                                        | 3                                         | 0                                         | 19                                        | 0                                         | 8                                         | 320                                       | 614                                       | -294                                      | 35                                        | 79                                        | -44                                       |

## Fase final
| Semifinals     | Semifinals | Semifinals       |
| -------------- | ---------- | ---------------- |
| Leinster Rugby | 30 – 18    | Ulster Rugby     |
| Connacht Rugby | 16 – 11    | Glasgow Warriors |

| Final          | Final   | Final          |
| -------------- | ------- | -------------- |
| Connacht Rugby | 20 – 10 | Leinster Rugby |

| Campió         |
| -------------- |
| Connacht Rugby |